# Ligne Ōminato
La ligne Ōminato (大湊線, Ōminato-sen) est une ligne ferroviaire exploitée par la East Japan Railway Company (JR East), dans la préfecture d'Aomori au Japon. Elle relie la gare de Noheji à Noheji à la gare d'Ōminato à Mutsu.

## Histoire
La ligne a été ouverte entre 1921 et 1922.

## Caractéristiques

### Ligne

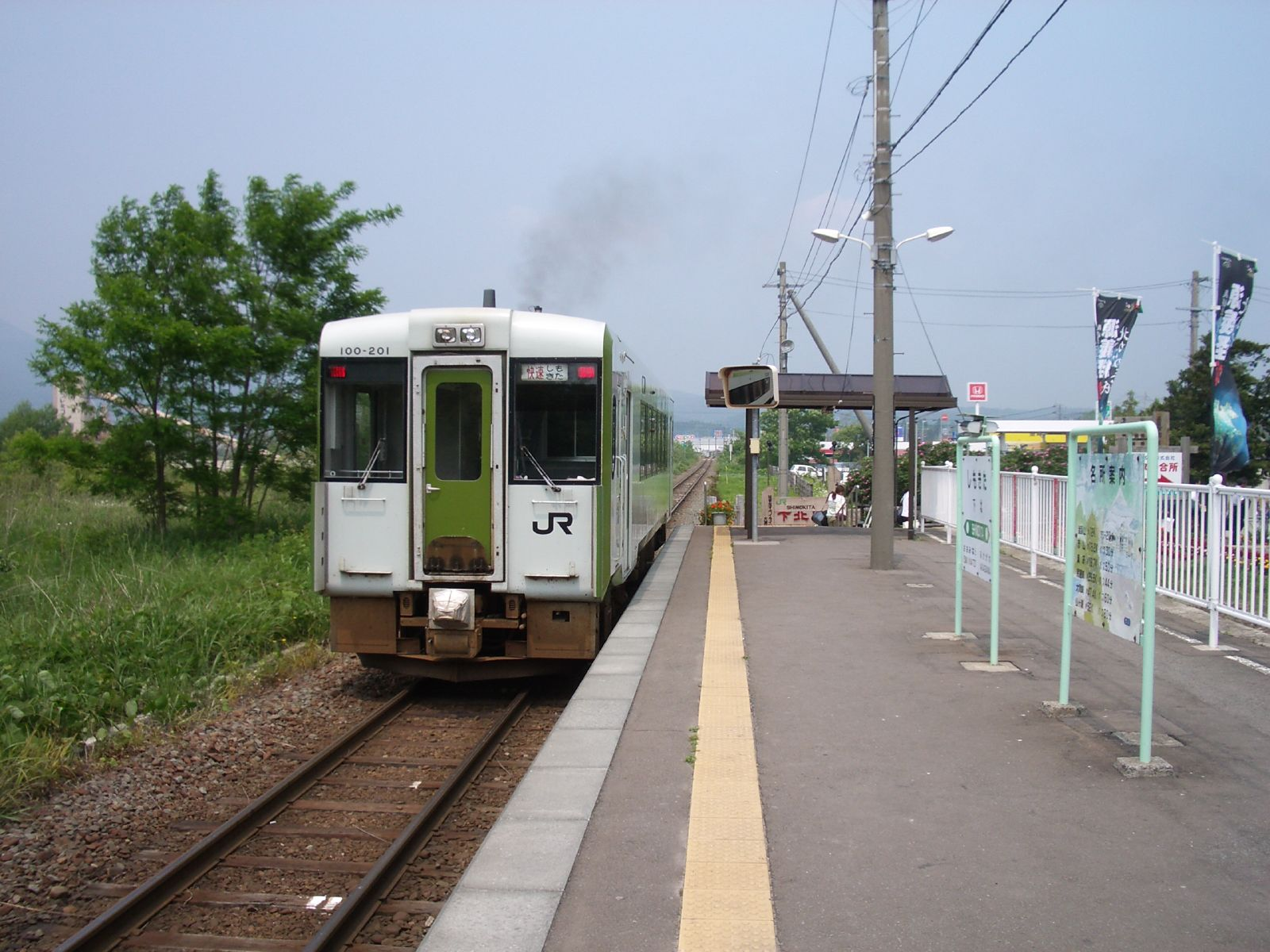
La ligne à Shimokita.

- Longueur : 58,4 km
- Écartement : 1 067 mm
- Nombre de voies : Voie unique

### Tracé
|  |

### Services et interconnexions
La ligne est parcourue par des trains omnibus et des trains rapides Shimokita qui continuent à Noheji sur la ligne Aoimori Railway jusqu'à Aomori ou Hachinohe. La ligne est également parcourue par le train touristique Ressort Asunaro.

### Liste des gares
| Gare           | Nom japonais | Distance (km) | Correspondances                                    | Localisation |
| -------------- | ------------ | ------------- | -------------------------------------------------- | ------------ |
| Noheji         | 野辺地       | 0             | Aoimori Railway : Aoimori Railway (interconnexion) | Noheji       |
| Kita-Noheji    | 北野辺地     | 2,8           |                                                    | Noheji       |
| Arito          | 有戸         | 9,6           |                                                    | Noheji       |
| Fukkoshi       | 吹越         | 23,0          |                                                    | Yokohama     |
| Mutsu-Yokohama | 陸奥横浜     | 30,1          |                                                    | Yokohama     |
| Arihata        | 有畑         | 36,0          |                                                    | Yokohama     |
| Chikagawa      | 近川         | 42,7          |                                                    | Mutsu        |
| Kanayasawa     | 金谷沢       | 47,7          |                                                    | Mutsu        |
| Akagawa        | 赤川         | 53,2          |                                                    | Mutsu        |
| Shimokita (ja) | 下北         | 55,4          |                                                    | Mutsu        |
| Ōminato        | 大湊         | 58,4          |                                                    | Mutsu        |